# Lucrécia de Médici, Duquesa de Ferrara
Lucrécia de Médici  (em italiano:  Lucrezia de' Medici) (Florença, 14 de fevereiro de 1545 – Ferrara, 21 de abril de 1561) era filha de Cosmo I de Médici, Grão-duque da Toscana, e de Leonor de Toledo.
Foi a primeira mulher de Afonso II d'Este, Duque de Módena e Reggio e Duque de Ferrara, com quem casou em 3 de julho de 1558. Só em fevereiro de 1560 é que se mudou para Ferrara, a capital dos estados do marido, uma vez que este se encontrava a combater em França.
Do seu casamento com Afonso II d'Este, Lucrécia não teve filhos
Lucrécia morreu em 1561, provavelmente com tuberculose. Durante cerca de um mês a jovem duquesa esteve doente, sendo os seus sintomas febre, apreciável perda de peso, tosse constante e uma permanente perda de sangue nasal.
Especula-se com frequência que a verdadeira causa da sua morte teria sido envenenamento.